# Xã Palos, Quận Cook, Illinois
Xã Palos (tiếng Anh: Palos Township) là một xã thuộc quận Cook, tiểu bang Illinois, Hoa Kỳ. Năm 2010, dân số của xã này là 54.615 người.